# كتب دراسات عليا في الرياضيات
كتب دراسات عليا في الرياضيات (بالإنجليزية: Graduate Texts in Mathematics)‏ (اختصارًا GTM) (ISSN 0072-5285) هي سلسلة كتب مدرسية لمرحلة الدراسات العليا في الرياضيات تنشرها دار شبرينغر. كتب هذه السلسلة، مثل سلاسل Springer-Verlag الرياضياتية الأخرى، تتميز بغلافها الأصفر ذات الحجم القياسي (مع اختلاف عدد الصفحات). يمكن تمييز سلسلة GTM بسهولة عن طريق الشريط الأبيض بأعلى الكتاب.
مستوى كتب هذه السلسلة أكثر تقدمًا من سلسلة كتب جامعية في الرياضيات، برغم وجود قدر لا بأس به من التقاطع بين السلسلتين من حيث المواضيع المقدمة ودرجة صعوبتها.

## روابط خارجية
- تعريف بالسلسلة على موقع الناشر